# Тонкохвостый лазающий полоз
Тонкохвостый лазающий полоз (Elaphe taeniura) — неядовитая змея семейства ужеобразные, рода лазающих полозов.
В английском языке известен как Beauty Snake (Красивая змея), а в китайском — Чернобровый Элаф.

## Описание
Все тело покрыто жёлтыми и чёрными узорами, а на голове имеется явная чёрная подводка для глаз, которая напоминает чёрные брови, поэтому в Китае её называют «Чернобровой змеёй зари»
Длина полоза варьируется от вида к виду. Взрослые особи могут быть от 130 до 270 см. В среднем, длина самых распространённых видов до 185 см. Голова слабо отграничена от шеи. Хвост короче туловища. Сверху светло-сиреневого цвета с двумя тонкими чёрными продольными линиями, которые соединяются друг с другом поперечными полосами, отделёнными друг от друга одинаковыми промежутками. Это сочетание линий образует характерный рисунок в виде лестницы, который исчезает в задней части спины. По бокам туловища проходят 2-3 ряда чёрных пятен, переходящих в полосы в задней части туловища. Хвост чёрный, с четырьмя беловатыми или желтоватыми полосами: одна посередине сверху, другая по средней линии снизу и по одной полосе расположено на боковой поверхности. Брюхо жёлтого цвета с тёмными пятнами.
Любит горные и низменные леса, открытые участки с травянистой растительностью, усадьбы, огороды вблизи человеческого жилья. Активен днём. Питается грызунами размером меньше крысы, птицами.
Это яйцекладущая змея. Спаривание происходит после зимовки, в апреле. Через 2-2,5 месяца самка откладывает 10-13 яиц.

## История
Ранее входил в Красную Книгу СССР и РФ на основании обнаружения трупа в морском заливе. В 1862 году (через год после описания вида в Нинбо, провинция Чжэцзянн, Китай) на берегу бухты Новгородская залива Посьета Приморского края была обнаружена одна особь тонкохвостого полоза неизвестного подвида. С тех пор нет ни одной задокументированной находки тонкохвостого полоза на территории Приморского края. Предполагается, что данный экземпляр попал на берег с грузом, перевозимым из Китая морским путём. Через морские суда на данный момент известны несколько инвазий тайваньского тонкохвостого полоза вне региона его обитания (остров Тайвань), например в Японии.   
На данный момент для всех подвидов тонкохвостого полоза (примерно 13 подвидов) описаны конкретные ареалы. Ни один ареал  не пересекает и даже близко не подходит к границе Российской Федерации, некоторые подвиды являются островными  эндемиками. Предполагается, что в момент включения тонкохвостого полоза в Красную Книгу СССР, Минприроды руководствовалось только фактом находки, не используя научные труды, ибо на момент описания находки подвидов не существовало. Тем не менее несколько лет спустя были описаны другие подвиды тонкохвостого полоза и их ареалы обитания (1879,1885, 1895, 1899, 1927). , , . Благодаря работе Складиной Оксаны Валерьевны "Большая Красная книга", тонкохвостый полоз с 2014 года стоит в статусе на исключение из Красной Книги РФ и ждёт только официального переиздания. 
2 апреля 2020 года ошибку Минприроды СССР исправили и, на основании утверждённого нового списка Красной Книги, тонкохвостый полоз полноценно покинул Красную Книгу Российской Федерации. 
Так же номинативный подвид индуцирован в Восточной Фландрии (Бельгия).

## Ареал
Данный вид распространён в Юго-Восточной Азии. А именно, в следующих странах: Китай, Камбоджа, Вьетнам, Таиланд, Тайвань, Малайзия, Индонезия, Лаос, Бирма, Мьянма и некоторые японские острова.
Номинативный подвид обитает преимущественно на юге Китая.
Эндемики: Тайванский — эндемик Тайваня, Ридли — эндемик Малайзии и Таиланда.
Распространение прочих подвидов:
Вьетнамский тонкохвостый полоз — Камбоджа, Таиланд, Вьетнам. Грабовски — распространён в Малайзии и Индонезии. Мокварда - юго-восточный Китай и север Вьетнама. Шмаккера — распространён на японских островах. Юннаньский — юго-западная чать Китая, север Лаоса и Таиланда, Бирмы. E. t. helfenbergeri, — Китай, Индия, Лаос, Мьянма, восточный Таиланд и Вьетнам.

## Таксономия
Зарегистрированы девять подвидов:
- Elaphe taeniura callicyanous SCHULZ 2010 - вьетнамский

- Elaphe taeniura friesi (WERNER 1927) - Фризи
- Elaphe taeniura grabowskyi (FISCHER 1885) - Грабовски
- Elaphe taeniura helfenbergeri SCHULZ 2010
- Elaphe taeniura mocquardi SCHULZ 1996 - Мокварда
- Elaphe taeniura ridleyi (BUTLER 1899) - Ридли
- Elaphe taeniura schmackeri (BOETTGER 1895) - Шмаккера
- Elaphe taeniura taeniura (COPE 1861)
- Elaphe taeniura yunnanensis ANDERSON 1879 [6] - юннаньский

E. t. taeniura - номинативный подвид. В нем выделяют группы альбиносов E. t. taeniura albino Т+ и albino Т.
E. t. callicyanous, вьетнамский - включает две группы: голубой тонкохвостый полоз (Blue Beauty Snake) и жёлтый тонкохвостый полоз (Yellow Beauty Snake).